# Brill (Wielka Brytania)
Brill – wieś w Anglii, w hrabstwie Buckinghamshire, w dystrykcie (unitary authority) Buckinghamshire. Leży 73 km na północny zachód od centrum Londynu. W 2001 miejscowość liczyła 1190 mieszkańców.